# Ахерн Джеррі
Джером Моррелл Ахерн (23 червня 1946 - 24 липня 2012) — американський письменник науково-фантастичних, науково-популярних книг та статей для різних видань вогнепальної зброї. Він вважався експертом з вогнепальної зброї та супутніх аксесуарів, випускав власну лінійку кобур і служив президентом компанії з вогнепальної зброї.

## Біографія
Джеррі був сином Джона та Арлін Ахерн. Він народився і виріс у Чикаго і відвідував середню школу Ліндлома.    
У 1969 році він одружився з Шерон, і у них народилося двоє дітей - Саманта і Джейсон. Перший роман Ахерн написав у 1980 році, а першу нехудожню книгу - у 1996 році, і продовжував свою письменницьку кар’єру до самої смерті. Окрім написання романів та нехудожньої літератури, Еерн була співавтором різних видань вогнепальної зброї, таких як " Gun Digest", " Guns Magazine", " The Blue Press" Dillon Precision, " Down Range TV" Майкла Бейна.  З 2004 по 2007 рік Ахерн був президентом Detonics, виробника нестандартних пістолетів у стилі 1911 року. Ахерн померла від раку в місті Джефферсон, штат Джорджія.  
Джеррі Ахерн найвідоміший за постапокаліптичним серіалом про виживання  "The Survivalist". Книги цієї серії насичені описами зброї, яку герої використовують, щоб вижити та переслідувати, здавалося б, нескінченну війну серед залишків наддержав часів доапокаліпсису. Серіал зосереджений на спробах доктора Джона Томаса Рурка, колишнього агента ЦРУ, зберегти свою сім'ю.
Більшість романів  були написані у вигляді серії, в якій було кілька книг, що містять однакових героїв. Основні теми - виживання, цілісність та наполегливість. Чотири нехудожні книги Ахерна дотримуються цієї теми і зосереджуються на самозахисті та виживанні. Останній його опублікований роман із напівавтобіографічним характером розповідав про прозаїка та його сім'ю, перенесених у часі в 19 століття.     